# Folland Gnat
Le Folland Gnat est un avion militaire léger conçu par le Royaume-Uni dans les années 1950 et produit à plus de 400 exemplaires. Il a été principalement utilisé par l'Inde, qui l'a construit sous licence et a développé une version améliorée : le HAL Ajeet.

## Conception

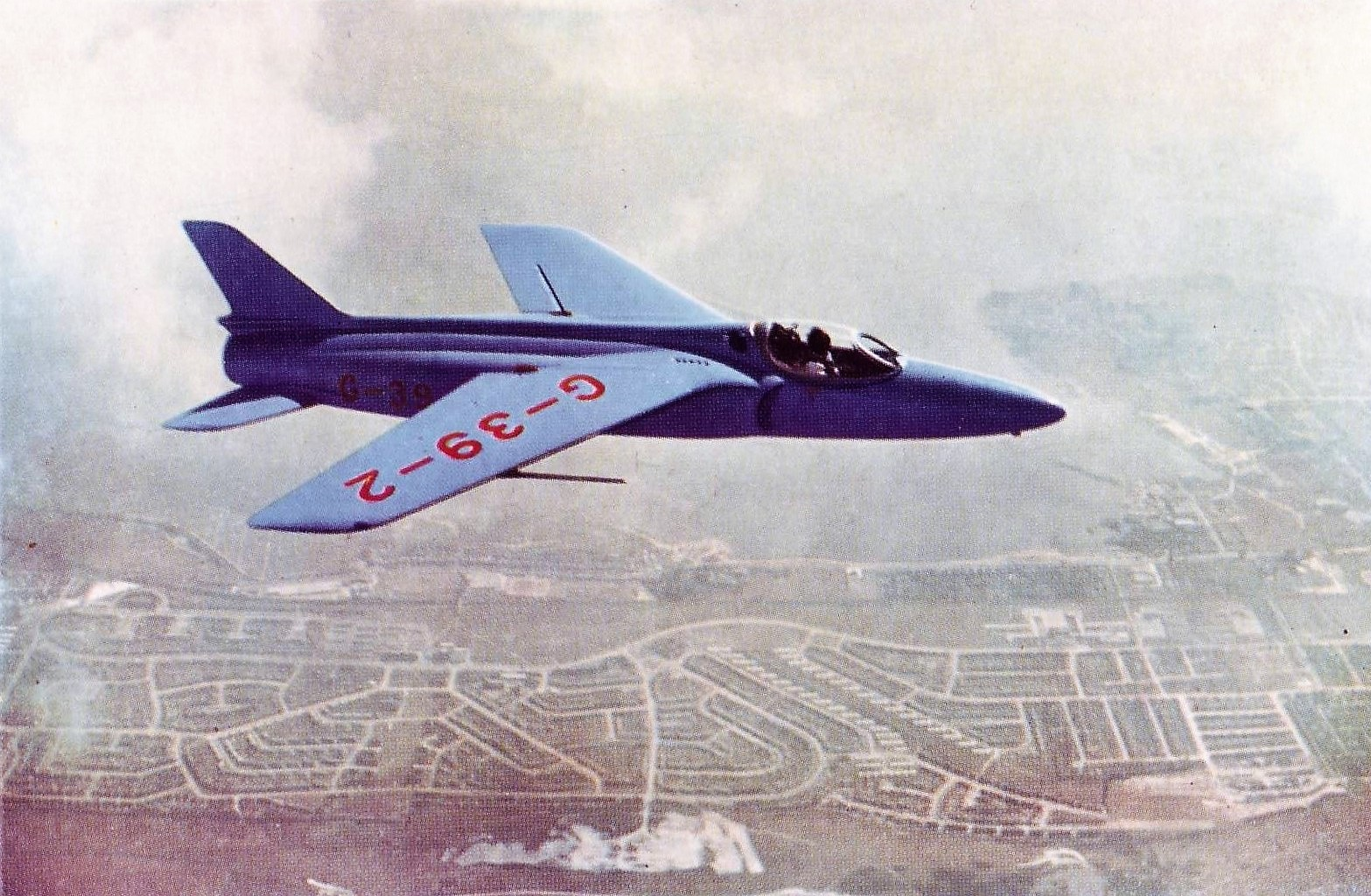
Premier prototype du Gnat F.1

Le Gnat est issu d'un projet développé sur fonds propres par Folland, au début des années 1950, qui est racheté en 1960 par Hawker Siddeley Aviation : le Fo-139 Midge. Il s'agissait alors de produire un avion de chasse simple et léger, mais malgré tout performant et manœuvrable. Le démonstrateur Midge fit son premier vol le 11 août 1954 et montra d'excellentes qualités malgré son réacteur de faible puissance. Il fut cependant perdu lors d'un accident le 26 septembre 1955.
Équipé d'un réacteur deux fois plus puissant, le premier Gnat fit son vol inaugural le 18 juillet 1955. Il ressemblait énormément au Midge, malgré des dimensions légèrement différentes, était armé de 2 canons de 30 mm et pouvait emporter 454 kg de charge sous 2 pylônes. Six avions furent commandés pour les essais, équipés d'un réacteur encore plus puissant. 
En 1956, l'Inde acheta 25 Gnat ainsi que les pièces pour en construire 15 autres, ainsi qu'une licence pour produire l'avion localement. De son côté, la Finlande commanda 13 avions qui lui furent livrés en 1958/1959 et restèrent en service jusqu'en 1972. Trois d'entre eux avaient un nez modifié capable de recevoir trois caméras de reconnaissance. Enfin, la Yougoslavie reçut deux Gnat afin d'évaluer l'avion, mais ne commanda finalement aucun exemplaire de série.

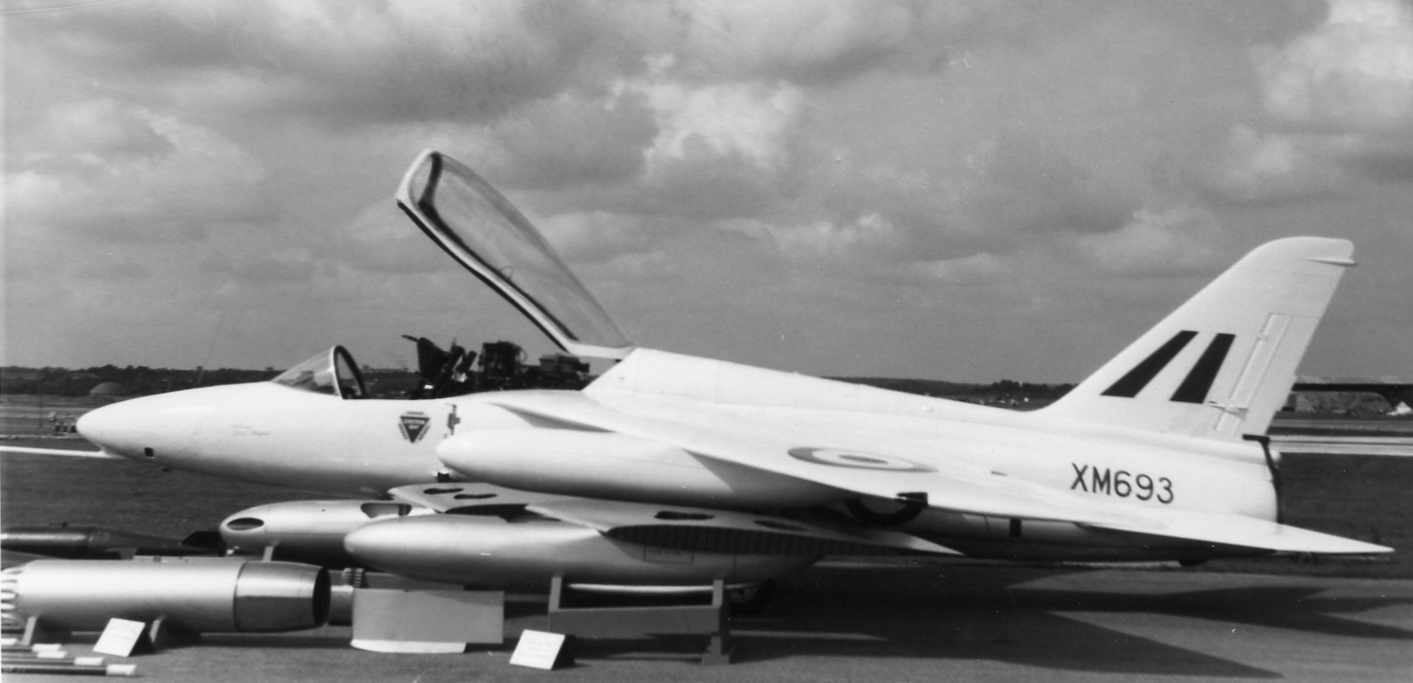
Le troisième prototype du Gnat T.1, XM693 au SBAC show en 1961.

La Royal Air Force n'était pas intéressée par la version de combat mais par la version biplace d'entraînement Gnat T.1. Elle commanda 14 avions de présérie en 1958, et le premier T.1 fit son vol inaugural le 31 août 1959. Au total, 105 exemplaires lui furent livrés de 1962 à 1965. Le Gnat a été utilisé par la patrouille acrobatique des Red Arrows, de 1965 à 1979.

## Carrière en Inde
Le premier des 25 Gnat commandés arriva en Inde au début de l'année 1958. Le premier avion assemblé localement à partir des pièces fournies par Folland sorti d'usine en novembre 1959, et le premier Gnat construit entièrement en Inde vola en mai 1962. Un total de 195 exemplaires furent fabriqués jusqu'en 1974. 
L'avion fut mis en service en mars 1960 et équipait trois escadrons lors du conflit avec le Pakistan de 1965, puis huit lors du conflit de 1971. Les Gnat indiens semblent avoir été progressivement retirés du service à partir de 1976/1977.
Bien que les pilotes indiens aient beaucoup apprécié le Gnat, l'avion n'était pas exempt de défauts : le tir au canon perturbait le fonctionnement du réacteur, le système de contrôle de tir et les canons n'étaient pas des plus fiables, et le poste de pilotage n'avait ni climatisation ni chauffage.

## Le HAL Ajeet
En 1972, l'Inde conçut une version améliorée destinée à corriger certains défauts et capable également de missions d'attaque au sol : le HAL Ajeet (Invincible). Bien que quasiment identique extérieurement au Gnat, le nouvel avion avait de nouveaux réservoirs dans les ailes, une nouvelle électronique de bord, et pouvait emporter une charge militaire deux fois plus importante (900 kg sur 4 pylônes, au lieu des 450 kg sur 2 pylônes du Gnat).
Le prototype, un Gnat modifié, fit son premier vol en mars 1975. Le premier Ajeet de série vola lui en septembre 1976, et les livraisons des 79 exemplaires commandés (plus 10 Gnat modifiés) s'étalèrent de 1977 à 1982. Une version biplace d'entraînement était prévue, conservant l'armement et le réacteur du monoplace, mais avec moins de carburant à cause de la place occupée par le second poste de pilotage. Un premier prototype fut construit en 1982 et détruit dans un accident peu après. Le projet fut finalement abandonné mais les deux prototypes restants ont été cependant utilisés par le Squadron 2 pour l'entraînement. 
Les Ajeet ont été retirés du service en 1991.

## Engagements
Les Gnat et Ajeet de l'Inde ont été engagés lors des conflits avec le Pakistan :
- en 1965 lors de la Deuxième guerre indo-pakistanaise, avec 6 Gnat perdus (1 avion accidenté, 2 détruits au sol et 3 abattus)[1]
- en 1971 lors de la Troisième guerre indo-pakistanaise, avec 2 Gnat perdus (1 avion accidenté et 1 abattu)[2]

Lors de ces conflits, le Gnat a remporté plusieurs victoires en combat aérien contre les F-86 Sabre pakistanais, ce qui lui valut le surnom local de Sabre Slayer (« tueur de sabre »).

## Variantes
- Gnat - version initiale (avion de chasse, 265 exemplaires)
- Gnat T.1 - version biplace d'entraînement (105 exemplaires)
- Ajeet - version améliorée par l'Inde (79 exemplaires plus 10 Gnat modifiés)

## Utilisateurs
Finlande
Force aérienne finlandaise
- Häme Wing
  - HävLLv 11
  - HävLLv 21

 Inde
force aérienne Indienne
- No.2 Squadron
- No.9 Squadron
- No.15 Squadron
- No.18 Squadron
- No.21 Squadron
- No.22 Squadron
- No.23 Squadron
- No.24 Squadron

 Royaume-Uni
Royal Aircraft Establishment utilisa un ancien Gnat T.1 de la Royal Air Force.
- Royal Air Force
  - Central Flying School
    - Yellowjacks aerobatic team

  - 4 Flying Training School, RAF Valley
    - Red Arrows aerobatic team

## Culture populaire
Dans le film Hot Shots! (1991), le Folland Gnat est l'avion utilisé par les pilotes américains, y compris à bord d'un porte-avions.

### Développement lié
- Folland Midge (en)

### Aéronefs comparables
- Aerfer Ariete
- Aerfer Sagittario 2
- Breguet Br.1001 Taon
- Aeritalia G.91
- Helwan HA-300 (en)
- SNCASE SE.5000 Baroudeur